# Droga wojewódzka nr 880
Droga wojewódzka nr 880 (DW880) – droga wojewódzka o długości 16,7 km, łącząca Jarosław z Pruchnikiem, przebiegająca w całości przez województwo podkarpackie (powiat jarosławski, gminy: Jarosław, Pawłosiów, Roźwienica, Pruchnik).

## Miejscowości leżące przy drodze wojewódzkiej nr 880
- Jarosław (DK94, DK77)
- Widna Góra (A4)
- Mokra
- Roźwienica
- Bystrowice
- Tyniowice
- Pruchnik (DW881)

## Dopuszczalny nacisk na oś
Na całej długości drogi dozwolony jest ruch pojazdów o nacisku na pojedynczą oś do 11,5 tony.